# Pogorzela
Pogorzela is een stad in het Poolse woiwodschap Groot-Polen, gelegen in de powiat Gostyński. De oppervlakte bedraagt 4,34 km², het inwonertal 1958 (2005).
|  |